# Motel (filme)
Motel é um filme brasileiro de 1975, do gênero comédia, dirigido por Alcino Diniz.

## Elenco[2]
- Maria Lúcia Dahl - Vera
- Carlos Eduardo Dolabella - Fábio
- Rodolfo Arena - Leopoldo
- Bibi Vogel - Stefânia
- Suely Franco - Lazinha
- Tânia Scher - Cleonice
- Monique Lafond - Dilma
- Jaime Barcellos - Gustavo
- Milton Carneiro - Renato
- Zanone Ferrite - Caseli
- Ary Fontoura - Camilo
- Elza Gomes - Esposa de Leopoldo
- Carlos Kroeber - Rosas
- Maurício Sherman - Farias
- Fátima Freire
- Lutero Luiz
- Rui Resende